# Heversham

St. Peter's Church, Heversham, in der Nähe von Heversham, Cumbria, Großbritannien. Ein Blick auf Whitbarrow Scar auf der linken Seite.

Heversham ist ein englisches Dorf nördlich von Milnthorpe in Cumbria. Des Weiteren grenzt es im Norden direkt an Leasgill, weiter östlich liegt Woodhouse. Bekannt wurde es durch den Archäologen Geoffrey Bibby, der dort geboren wurde. In Heversham befindet sich außerdem die überregional angesehene Dallam School, der auch ein Internat mit ungefähr 120 Internatsschülern angehört.
Heversham liegt westlich des M6, der Rugby und Carlisle verbindet.

## Persönlichkeiten
- Jocelin Winthrop-Young (1919–2012), Pädagoge, Internatsleiter und Offizier der Royal Navy